# Soukhoï Su-25
Le Soukhoï Su-25 Gratch (en russe : Су-25 Грач, « corbeau freux » ; code OTAN Frogfoot) est un avion d'attaque au sol, de soutien aérien rapproché et de lutte antichar développé par l'URSS dans les années 1970. Il fut construit à plus d'un millier d'exemplaires et exporté dans de nombreux pays. Il est le 7e avion de combat le plus utilisé dans le monde en 2020 avec, selon une estimation, 487 appareils en activité soit 3 % de la flotte mondiale d'avions de combat, et a connu deux améliorations importantes en 2006 et 2016.
Il peut être considéré comme le descendant de l'Iliouchine Il-2 Chtourmovik. Les principaux pays constructeurs du Su-25 sont la Russie (Soukhoï), et pendant un temps la Géorgie (Tbilisi Aircraft Manufacturing (en)).

## Conception du Su-25

### Première génération (Su-25)
En 1968, l'URSS lança un programme destiné à équiper ses Forces aériennes d'un avion de soutien rapproché capable d'intervenir directement sur le front de bataille, ce qui supposait une grande manœuvrabilité et une bonne capacité à encaisser des tirs. Une vitesse subsonique était jugée suffisante. Le constructeur Soukhoï travaillait sur un projet désigné en interne T-8, qui subit quelques modifications (réacteurs plus puissants, augmentation de la charge emportée, etc.) avant d'être déclaré vainqueur de la compétition.
Le premier prototype fit son vol inaugural le 22 février 1975, propulsé par deux réacteurs Toumanski R-95Sh de 44,18 kN chacun. Dérivé du Toumanski R-13, il s'agissait d'une version sans post-combustion du réacteur du MiG-21, qui s'était imposée en remplacement des Mikouline RD-9 initialement prévue grâce à sa puissance supérieure et sa fiabilité reconnue. Un second prototype décolla fin décembre 1975 avec quelques changements, tels qu' un canon de calibre 30 mm à la place du canon de 23 mm, des aérofreins, et des ailerons modifiés. L'avionique était en grande partie empruntée aux Su-17/Su-20, tandis que le système laser placé dans le nez était proche de celui du MiG-27.
Le premier avion de série sortit d'usine en 1979. En 1980, deux exemplaires furent envoyés en Afghanistan pour évaluer leurs capacités. Ils effectuèrent une centaine de vols d'essai, dont 40 à 50 missions d'attaque réelles. Les livraisons aux unités opérationnelles commencèrent en 1981. En cours de production, le réacteur R-95Sh fut remplacé par un R-195 d'une puissance équivalente mais capable d'encaisser plus de dommages. Les retours d'expérience de l'Afghanistan aboutirent à l'installation d'une cloison coupe-feu (en) entre les deux réacteurs, d'un système extincteur d'incendie et de lance-leurres.
Une version Su-25UB biplace destinée à l'entraînement, mais conservant des capacités de combat, fut commandée à la fin des années 1970. Le prototype fit son premier vol le 10 août 1985 et la production en série commença l'année suivante. Soukhoï en dériva une version Su-25UTG destinée à l'entraînement des pilotes de l'aviation navale russe, dépourvue de tout armement mais équipée d'une crosse d'appontage et avec une structure renforcée.

### Seconde génération (Su-25T)
En 1976, Soukhoï commença à travailler sur une version Su-25T spécialisée dans la lutte antichar, avec une autonomie plus grande, pouvant opérer de jour comme de nuit, et par tous les temps. La cellule de cette nouvelle version est basée sur celle du biplace Su-25UB, mais l'avion est un monoplace : en fait, le siège arrière et la bosse dorsale qui le prolonge ont été utilisés pour installer de l'avionique et du carburant supplémentaires. Les nouveaux équipements électroniques sont un système de visée Shkval (caméra TV + laser), un système de navigation et d'attaque Voskhod (altimètre radar, centrale à inertie, récepteurs de navigation par radio, etc.) ainsi que des systèmes de contremesures et de défense électronique (brouilleur électromagnétique, brouilleur infrarouge, etc.).

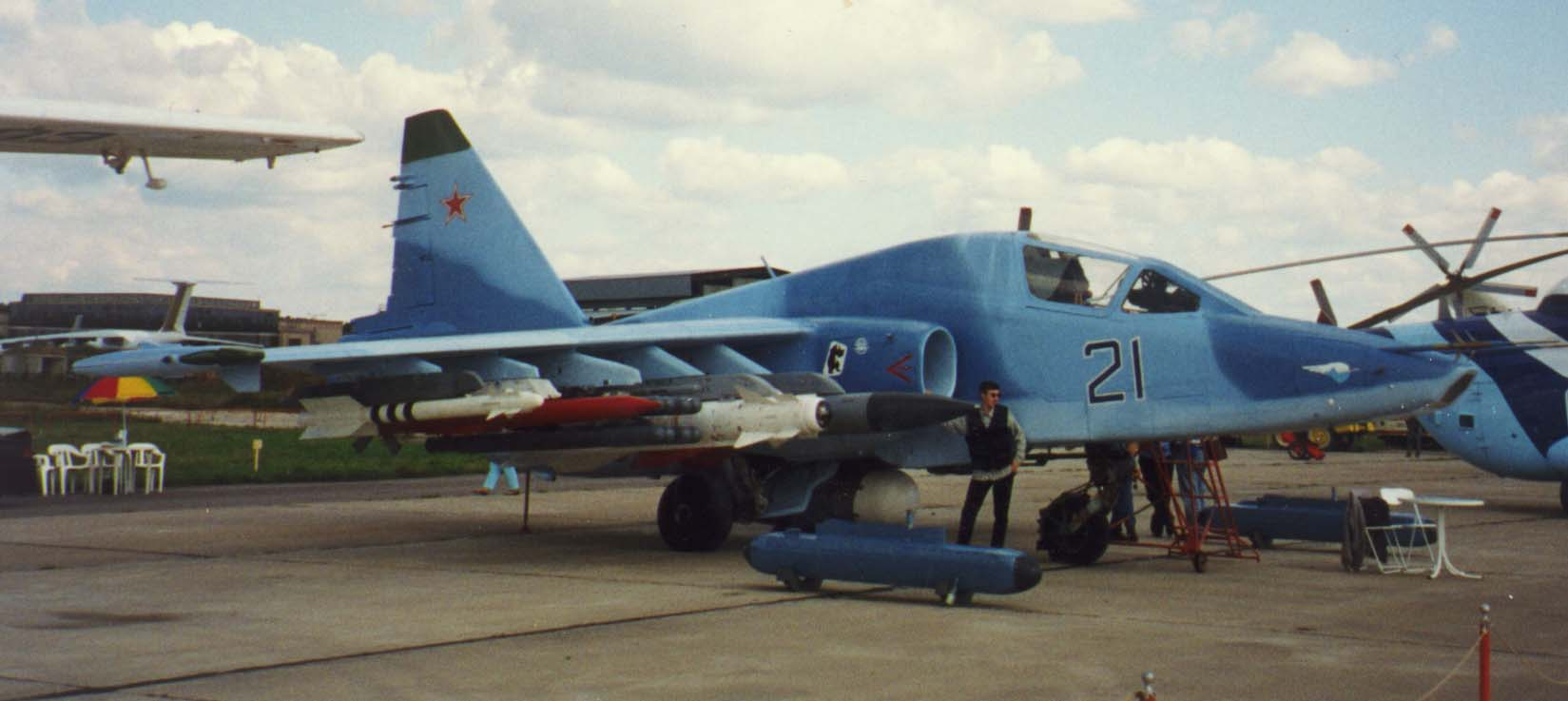
Un des prototypes du Su-25TM/Su-39

Désigné T-8M1, le prototype du Su-25T a fait son premier vol le 17 août 1984 et l'avion effectua les différentes campagnes d'essais jusqu'à la fin des années 1980. À cause de la chute de l'URSS, seuls dix exemplaires de série furent produits. Le constructeur continua malgré tout à améliorer l'avion, aboutissant au Su-25TM (ou Su-39) dont trois prototypes furent construits à la fin des années 1990. Le Su-25TM est capable d'utiliser des systèmes de visée plus performants, d'apponter sur porte-avions, ainsi que de tirer les missiles Vympel R-77 et Kh-35. Aucune commande de cette version n'a cependant été enregistrée pour le moment.

### Programmes de remise à niveau (Su-25SM et KM)
À la fin des années 1990, un programme de modernisation des Su-25 russes a été lancé : nouveau système de navigation et d'attaque Pantera, récepteur GLONASS, révision et renforcement de la structure, etc. Le premier des deux Su-25SM a fait son vol inaugural le 3 mars 2002.
De façon similaire, une modernisation du Su-25K (version d'export) a été proposée en collaboration avec la société israélienne Elbit Systems : le Su-25KM « Scorpion ». Cette version dispose d'un poste de pilotage totalement revu avec des écrans couleurs multifonctions, un système HOTAS, un GPS couplé avec un système de défilement de carte, etc. Le démonstrateur a fait son premier vol le 18 avril 2001.
Aucune commande ferme n'a cependant été encore enregistrée pour ces deux versions.

### Su-25SM3Supergratch(2016)
Fin 2016 apparaît en service actif dans l'aviation russe le Su-25SM3 Supergratch, troisième standard de modernisation du Su-25.
Si la précision de largage est doublée pour le Su-25SM2 (accepté en service actif en 2006) par rapport au Su-25 d'origine, le Su-25SM3 est capable d'atteindre des cibles fixes ou mobiles de petites tailles au sol, sans visibilité de jour comme de nuit.
Il est prévu d'ajouter à l'avion un système de ciblage utilisant l'intelligence artificielle (IA) qui permettra au pilote de sélectionner une cible, puis de laisser à l'IA la poursuite de l'attaque.

## Caractéristiques du Su-25
Le cockpit, muni d'un affichage tête haute, est protégé par un blindage en titane d'une épaisseur de 17 mm. La voilure, au dièdre négatif prononcé, est fine et dispose de becs de bord d'attaque et de volets à double fente qui garantissent au Frogfoot de bonnes performances en matière de décollage (450 m) et de manœuvrabilité.
L'appareil possède plusieurs systèmes de guerre électronique installés à l'intérieur de l'avion, un transpondeur IFF, ainsi que des récepteurs passifs d'alerte radar installés dans le cône de queue et aux extrémités d'aile (qui préviennent le pilote qu'un radar ennemi est en train d'illuminer l'avion).
Le Su-25 est un avion peu cher, d'une grande robustesse et très efficace. Son équivalent américain est le Fairchild A-10 Thunderbolt II. Cependant, le Su-25SM3, sa dernière modernisation, est un appareil grandement  différent de son aîné, beaucoup plus coûteux.

Détails des blindages de l'avion

## Variantes
- Su-25 « Frogfoot A » : version initiale. (environ 580 exemplaires)

- Su-25BM « Buksir Misheney » : est une version de fin de production avec une fonction supplémentaire de remorquage de cibles. Moteurs R-195[9] (50 exemplaires).
- Su-25BMK : est la version d'exportation du Su-25BM[9].
- Su-25K « Kommercheskiy » : version d'export du Su-25[9]. (environ 180 exemplaires).
- Su-25KM : version modernisée du Su-25K.
- Su-25KM Scorpion : est un programme de modernisation entrepris conjointement par Elbit Systems et TAM (Tbilisi Aircraft Manufacturing (en))[10]. L'avion a reçu un système de mission intégré autour d'un ordinateur modulaire multirôle (MMRC) fabriqué par Elbit, un cockpit en verre et de nouveaux dispositifs de navigation et de communication. Conservant la capacité de transporter des armes russes, l'avion a également été équipé de bombes israéliennes Lizard à guidage laser[11] et Opher à guidage IR. Le prototype unique a été présenté pour la première fois à Tbilissi le 14 avril 2001[12].
- Su-25M1 : est une modernisation des avions de l'armée de l'air ukrainienne entreprise par l'usine de réparation de Zaporijia; cinq avions ont été modernisés en 2010-2012, ainsi qu'un avion d'entraînement Su-25UBM1. L'équipement comprend un nouveau viseur optique et un récepteur GPS. Le Su-25M2 devrait faire l'objet d'une mise à niveau plus profonde[9].
- Su-25T et Su-25TM (T-8M, Su-39) : étaient des versions dédiées à la destruction des chars, dotées du système d'attaque/navigation PrNK-25TM (izdeliye 56TM), similaire à celui utilisé plus tard dans les améliorations du Su-25SM, du viseur Shkval EO, des missiles guidés antichars Vikhr (ATGM) et d'autres armes guidées. Le T8M-1 a volé pour la première fois le 17 août 1984. Vingt Su-25T ont été construits à Tbilissi en 1990-1991 (le premier ayant été achevé le 26 juillet 1990); huit d'entre eux ont été transférés en Russie et les autres sont restés à Tbilissi. La production ultérieure a eu lieu à Oulan-Oudé, en Russie, mais seuls deux appareils (Su-25TM) y ont été achevés. Quelques appareils se trouvent encore au centre d'évaluation de Lopetsk, mais ne sont plus en état de vol.[9]
- Su-25U : est un Su-25T converti en version d'entraînement biplace avec le fuselage avant (provenant d'un Su-25UB) acheté à l'usine d'Oulan-Oudé. Deux appareils ont été acquis par la Force aérienne géorgienne[13].
- Su-25SM (programme de modernisation à mi-vie) : Ce vaste programme a été lancé en 1999 dans le but de remplacer l'ensemble des équipements embarqués par le nouveau système de mission PrNK-25SM, y compris le radar RLPK-25SM Kopyo intégré dans le nez de l'appareil. Les instruments du cockpit devaient être remplacés par deux grands écrans LCD. Cependant, l'armée de l'air russe a toutefois commandé une option plus modeste, à savoir un Su-25SM sans radar, mais avec la même désignation. Les mises à jour sont effectuées par l'usine de réparation ARZ-121 à Koubinka. Tous les Su-25SM reçoivent des numéros individuels. Les avions Su-25SM-1 à SM-4 ont été modernisés en 2002-2004 et ont été utilisés pour des essais. Au cours de la période 2006-2010, un premier lot de 39 avions numérotés Su-25SM-5 à Su-25SM-43 a été modernisé (les six premiers ont été remis à l'armée de l'air russe le 28 décembre 2006) ; cette version est parfois désignée sous le nom de Su-25SM1[9].
- Su-25SM2 : sont les 36 avions suivants, numérotés de SM-44 à SM-79, modernisés entre 2011 et 2013. Les désignations SM1 et SM2 ne sont pas officielles[9].
- Su-25SM3 : est la dernière mise à niveau qui a commencé en 2014 avec le Su-25SM-80. Un premier lot de 50 avions Su-25 doit être mis à niveau au standard SM3. Par la suite, tous les avions Su-25SM précédemment mis à niveau seront également mis à niveau au standard SM3[9].
- Su-25UB « Uchebno-Boevoi  / Frogfoot B » : est un avion d'entraînement au combat biplace en tandem, dont les systèmes d'armes ont été conservés et dont l'empennage a été élargi. Premier vol le 6 août 1985[9] (150 exemplaires ?).
- Su-25UBK : est la version d'exportation du Su-25UB[9] (20 exemplaires ?).
- Su-25UBM : est un avion de combat biplace qui utilise le système de mission du monoplace Su-25SM, mais qui est équipé d'un radar Kopyo. Le seul avion existant, le Su-25UBM-1, a volé le 6 décembre 2008 et a passé les essais d'acceptation en décembre 2011. Des rapports ont fait état d'une commande de 10 à 12 appareils pour l'armée de l'air russe, mais l'usine d'Oulan-Oudé n'a pas connu d'activité réelle depuis lors[9].
- Su-25UBSM : est un avion d'entraînement Su-25UB amélioré par l'ARZ-121 selon le modèle SM. En septembre 2015, les travaux sur le premier appareil étaient toujours en cours[9].
- Su-25UTG « Uchebno-Trenirovochnyi s Gakom » : est un avion d'entraînement embarqué dont le système d'armement a été retiré et auquel ont été ajoutés un Système d'atterrissage aux instruments, (ILS en anglais), et un crochet d'arrêt. Premier vol le 1er septembre 1988. Le 1er novembre 1989, un Su-25UTG a atterri pour la première fois à bord du porte-avions Admiral Kuznetsov (alors Tbilissi). Une série de 11 appareils a été construite à l'usine d'Oulan-Oudé en 1989-90. Au moment de l'effondrement de l'URSS, cinq appareils restaient en Ukraine, cinq en Russie et un avait été perdu dans un accident. Les appareils de la marine russe sont toujours utilisés à Severomorsk[14].

- Su-25 SVP-24-25 : est une autre mise à niveau à mi-vie réalisée par la société Gefest & T. Il utilise le module informatique SVP-24-25 et des équipements de navigation améliorés qui avaient déjà été introduits dans la mise à niveau du Su-24 de la société. Les essais du premier avion modernisé sont en cours et devaient s'achever en 2015[14].
- Su-25ML « Laçın  (lachin) » : est une modernisation des Su-25 Azerbaïdjanais par Turkish Aerospace Industries [TUSAŞ]. Le ministère de la défense de l'Azerbaïdjan et TAI ont signé un contrat pour la modernisation des Su-25 Azerbaïdjanais lors du 16th International Defence Industry Fair (IDEF'23). La modernisation s'articule autour d'améliorations clés telles que l'augmentation du rayon d'action grâce à l'ouverture des ailes, l'introduction de nouveaux systèmes de surveillance jour-nuit tout temps et l'intégration d'un support logiciel ANS/KKS crypté, équipé d'un angle d'attaque sélectionnable, d'une capacité d'assaut des cibles, de points de poursuite est compatible avec la norme MIL-STD 1760. Qui facilite les opérations de combat conjointes avec les F-16C Block 40 et F-4E de l'armée de l'air turcs. Le Su-25 peut être équipé des missiles turcs KGK[15],[16],[17],[18].

- Su-28 : version d'entraînement présentant une réduction de l'avionique et n'emportant pas de système d'armes, premier vol en 1987.
- Ge-31 : programme géorgien, développé par Tbilaviamcheni (Tbilisi Aircraft Manufacturing (en)) visant à produire une version renouvelée du Su-25. La production devrait démarrer en mars 2021[19].

## Engagements
Le Su-25 a été engagé lors de plusieurs conflits ou crises locales. On citera principalement :
- la guerre d'Afghanistan (1979-1989), durant laquelle les Su-25 soviétiques combattirent les moudjahidines. 23 avions auraient été perdus lors de ce conflit.
- la guerre Iran-Irak (1980-1988) : 18 Su-25K et 2 Su-25UBK furent livrés en 1987. Ces appareils ont été engagés par l'Armée de l'air irakienne dans le conflit l'opposant à l'Iran. Un Su-25 irakien a été abattu par un missile sol-air Hawk iranien.

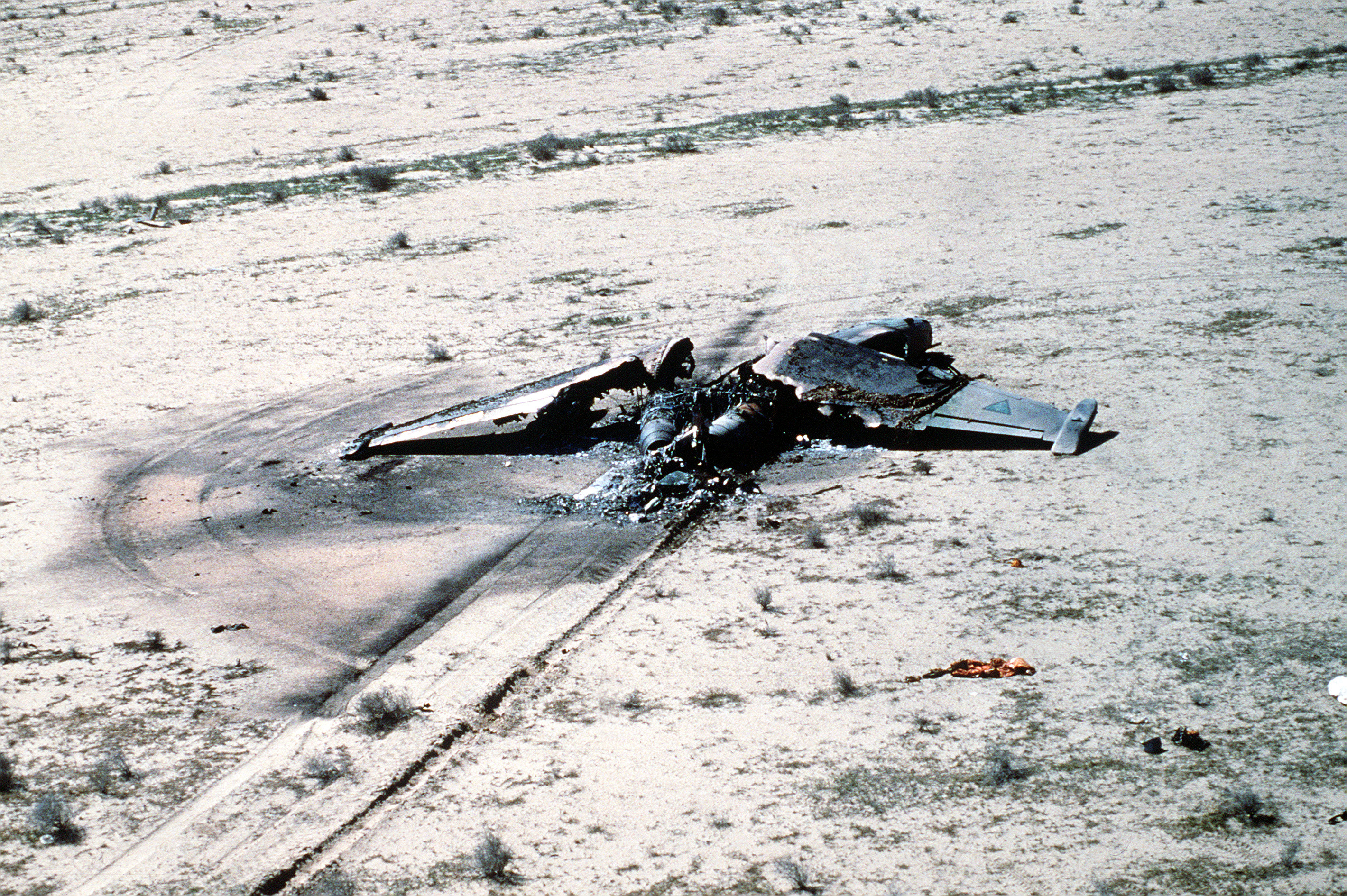
Soukhoï Su-25 irakien abattu durant l'opération Tempête du Désert.

- la guerre du Golfe (1990-1991), pendant laquelle deux appareils irakiens ont été abattus par des avions de chasse américains.
- la Tchétchénie (depuis 1991). Au moins 5 avions ont été perdus par la Russie[20].
- la guerre du Haut-Karabagh, les Su-25 étaient engagés des deux côtés et ont fourni un appui important pour les troupes au sol.
- en novembre 2004, deux Su-25 ivoiriens bombardent les troupes françaises faisant neuf victimes. Les appareils seront détruits au sol par l'armée française en représailles. (voir Guerre civile de Côte d'Ivoire).
- les Su-25 géorgiens et russes (dont un certain nombre en version modernisée Su-25SM qui y ont reçu leurs baptême du feu[21]) sont intervenus lors de la guerre d'Ossétie du Sud de 2008. Plusieurs avions ont été perdus par les deux pays lors de ce conflit.
- le 1er novembre 2012, deux Su-25 iraniens auraient tiré des salves de canon sur un drone MQ-1 Predator de l'United States Air Force, 16 milles nautiques au large des côtes iraniennes. Le gouvernement iranien a affirmé que le drone avait violé son espace aérien[22],[23],[24].
- le soulèvement pro-russe en Ukraine (depuis 2014), pendant lequel trois Su-25 ukrainiens ont été perdus deux lors de la Bataille de Saour-Mogyla et un abattu, selon le gouvernement ukrainien, par un missile R-27 tiré par un Mig-29 de l'armée de l'air russe le 16 juillet.
- l'offensive au nord de l'Irak (2014) a été l'événement déclencheur de la livraison de Su-25 à l'Irak.
- en octobre 2015, 12 Su-25 russes sont déployés en Syrie[25]. Un est abattu le 3 février 2018 dans la province d'Idleb et son pilote est tué.
- Guerre de 2020 au Haut-Karabagh : Arménie et Azerbaïdjan emploient leurs Su-25. l'Azerbaïdjan déclare avoir abattu plusieurs avions arméniens, ce pays déclare la perte d'un Su-25 le 29 septembre 2020[26]. Un avion azéri est abattu et son pilote tué le 4 octobre 2020[27].
- Guerre en Ukraine : le 4 mars 2022, au 9e jour du conflit, l'armée ukrainienne annonce avoir abattu un Su-25 russe, dans une zone non précisée. Le pilote est présumé avoir été tué[28].
  - 37 Su-25 de l'armée russe ont été détruits ou endommagés au 8 février 2025[29].
  - Le général Kanamat Botachev meurt dans son Soukhoï 25 fin mai 2022 au-dessus de l´Ukraine, abattu par un missile[30].
  - Le 8 février 2025, les combattants de la 28ème Brigade mécanisée abattent un Su-25 près de Toretsk dans l'oblast de Donetsk[31],[32].
  - Au moins 16 Su-25 ukrainiens sont détruits ou endommagés au 30 juin 2023[33], plus cinq en mai 2024[34].

## Armement
On distinguera principalement 2 types de munitions : Air - Air et Air - Sol
- Air - Air
  - K-13 (Code OTAN AA-2D Atoll) : missile Air-Air courte portée à guidage infrarouge, portée jusqu'à 8km (semblable au Sidewinder US)
  - R-60 (Code OTAN AA-8 Aphid) : missile Air-Air courte portée guidage infrarouge, portée entre 4 km et 8 km

- Air - Sol
  - Kh-25 (Code OTAN AS-10 Karen) : missile Air-Sol à guidage laser, portée entre 11 et 60km
  - KH-29L (Code OTAN AS-14 Kedge) : missile Air-Sol, multiples guidages, portée entre 10km et 30km (semblable au Maverick US).
  - 9K121 Vikhr : missile antichar Air-Sol.

- S-5 57mm : roquette explosive non guidée de 57mm, tirée depuis des nacelles UB-32A
- S-8 80mm : roquette à usages multiples (explosive, antichar, fragmentation, incendiaire, fumigène , tirée depuis des nacelles B-8M1
- S-24 240mm : roquette non guidée, portée entre 2km et 4km
- S-25 : roquette non guidée
- Bombes 350 kg - 670 kg guidées par laser (KAB-500KR, KAB-500L)
- Bombes incendiaires, fragmentation, bombe antipiste et bombes à sous-munitions de 100 kg à 500 kg (RBK-250, RBK-500, RBK-500 SPBE-D, RBK-250 PTAB-2.5M, ODAB-500PM, ZAB-500, ZB-500, BetAB-500ShP, OFAB-100-120, OFAB-250-270, OFAB-250ShN)

## Pays utilisateurs
- Russie (199)
  - Force aérienne russe — Celle-ci a reçu un petit nombre de variantes antichars Su-25T, qui ont été testées dans des conditions de combat en Tchétchénie. En 2014, la force aérienne russe semblait posséder encore 195 Su-25, toutes versions confondues, en service[35]. The Military Balance 2022 de l'International Institute for Strategic Studies recense 139 Su-25SM/SM3, 40 Su-25 non modernisés et 15 Su-25UB. À date il y a quatre régiments entièrement sur Su-25 (le 18e GvOShAP à Tchernigovka, le 266e GvOShAP à Step — ce dernier regroupant les Su-25 de base —, le 960e OShAP à Primorsko-Akhtarsk et le 368e OShAP à Boudionnovsk), un cinquième avec un seul escadron (le 37e SAP à Gvardeïskoïe, Oblast de Kaliningrad) et un escadron déployé à Kant (Kirghizistan)[36].
  - Aviation navale russe — En 2014, seuls 4 Su-25 étaient encore en service au sein de la marine russe. Elle n'en a plus en 2002.

Utilisateurs en 2014
Anciens utilisateurs

- Angola (11)
  - Force aérienne nationale angolaise — Un accord a été conclu au début de l'année 1988 entre l'Union soviétique et l'Angola qui a organisé la livraison d'un escadron de Su-25. Le contrat comprenait 12 monoplaces Su-25K et deux biplaces Su-25UBK. Plus tard, ces avions ont été complétés par d'autres livraisons comprenant au moins trois avions biplaces[37]. 11 Su-25 sont aujourd'hui encore en service au sein de la force aérienne angolaise[35].
- Arménie (11)
  - Force aérienne arménienne — Après l'éclatement de l'Union soviétique, l'Arménie n'avait pas de Su-25 dans son inventaire, mais après le début de la guerre du Haut-Karabagh, en 1991-1992, la jeune république indépendante d'Arménie a officieusement acquis un petit nombre d'avions, y compris un Su-25K qui a été volé à la force aérienne géorgienne, le 15 novembre 1993, par le capitaine géorgien Sergueï Jitnikov[38]. En 2005, elle rachète dix Su-25 auprès de la Slovaquie. Elle compte aujourd'hui 11 exemplaires dans son inventaire[35].
- Azerbaïdjan (11)
  - Force aérienne azerbaïdjanaise — Comme l'Arménie après l'effondrement de l'URSS, l'Azerbaïdjan n'a pas hérité de Su-25, mais un seul avion a été obtenu en avril 1992 à la suite de la défection d'un pilote depuis la base de la force aérienne russe de Sital-Chai. Après l'incident, l'Azerbaïdjan a acquis au moins cinq Su-25 par des canaux non officiels, et un autre aéronef a été obtenu à la suite d'une autre défection, cette fois de l'armée de l'air géorgienne. D'autres avions sont soupçonnés d'avoir été acquis plus tard. Aujourd'hui, sur les 19 appareils acquis, l'inventaire azerbaïdjanais compte 1 Su-25UB et 17 Su-25.
- Biélorussie, (68)
  - Force aérienne et de défense aérienne de la république de Biélorussie — Après l'éclatement de l'Union soviétique, la Biélorussie a été le deuxième État membre de la CEI, après la Russie, à posséder le plus de Su-25. En 2004, soixante-dix Su-25 et six Su-25UB sont signalés opérationnels et concentrés à Lida. En 2015, la Biélorussie possédait 68 exemplaires en activité[35].

- Bulgarie

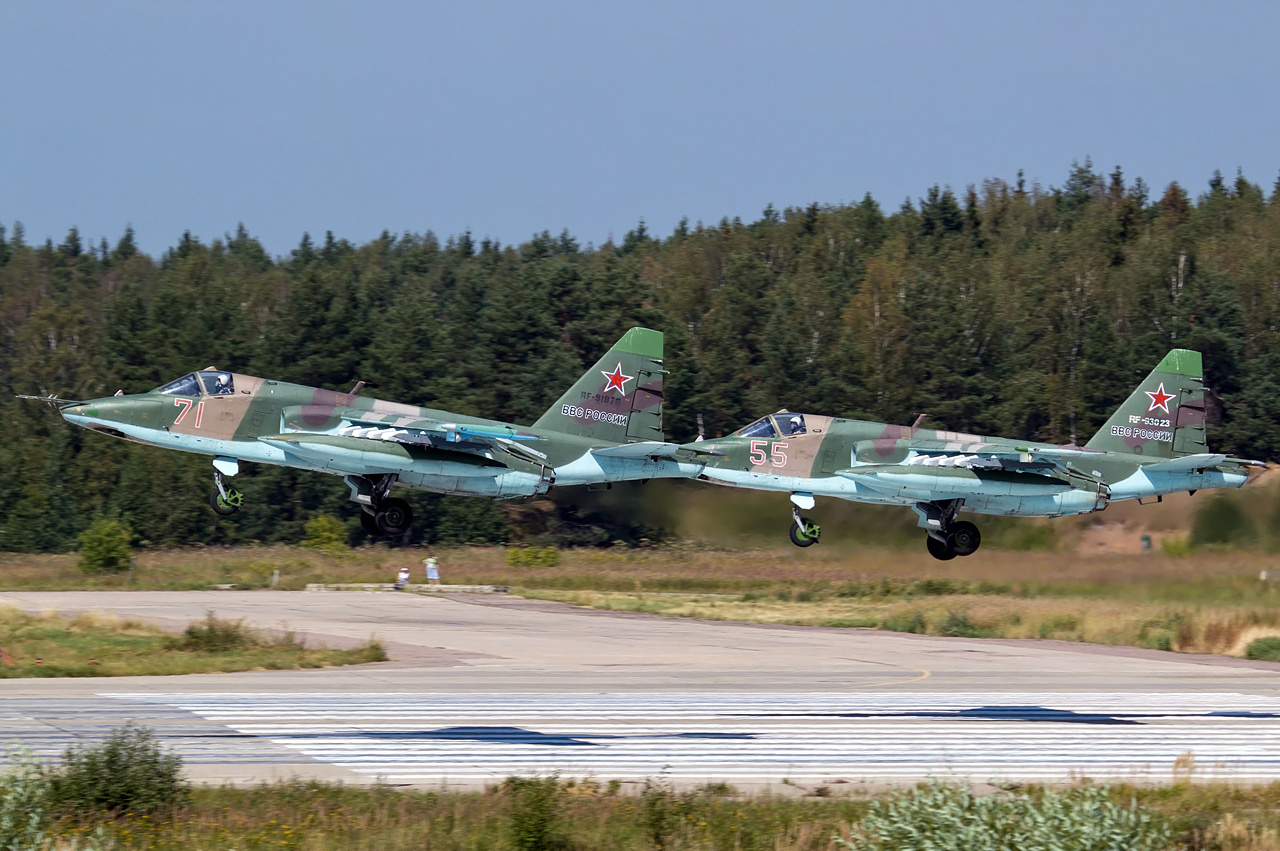
Binôme de Su-25 russes.

  - Force aérienne bulgare — La Bulgarie a été le deuxième pays du Pacte de Varsovie à obtenir le Su-25 avec l'acquisition de ses deux Su-25K et un Su-25UBK en 1985. Les avions ont été commandés afin de remplacer le MiG-17 qui a été l'épine dorsale de la flotte de chasseur-bombardier de l'armée de l'air bulgare depuis de nombreuses années. Vingt Su-25K et trois Su-25UBK ont été commandés et étaient opérationnels sur la base aérienne de Bezmer en 2004. En 2013, les Su-25 bulgares sont retirés du service[39]. À partir de septembre 2019, six Su-25K et deux Su-25UBK d’entrainement sont envoyés à la 558e usine de réparation d'aéronefs du Bélarus pour une mise à jour et une extension de leur durée de vie pour être réintégrés[40].
- République démocratique du Congo (4)[35]
  - Force aérienne du Congo — À la fin de l'année 1999, l'usine de fabrication de Tbilissi Aerospace a signé un contrat avec la république démocratique du Congo pour la livraison de 10 Su-25K. L'accord a été évalué à 6 millions de dollars US, et les quatre premiers appareils ont été livrés à bord d'un An-124 en novembre 1999. Les six avions restants ont été livrés en janvier 2000. Un avion s'est écrasé en décembre 2006, lors d'un vol de routine, tandis qu'un autre s'est écrasé le 30 juin 2007, au cours d'une démonstration lors du jour de l'indépendance du Congo.
- Corée du Nord (34)
  - Force aérienne populaire de Corée — La Corée du Nord a été le premier pays d'Asie à obtenir le Su-25. Dans la période allant de la fin de 1987 jusqu'en 1989, la RPDC a acquis un total de 32 monoplaces Su-25K et quatre Su-25UBK. 34 exemplaires sont encore en service aujourd'hui sur la base de Sunchon[35].
- Gambie (1)
  - Forces armées gambiennes
- Géorgie (11)
  - Force aérienne géorgienne — Seul un petit nombre de Su-25 monoplaces ont été introduits au sein de l'inventaire de la force aérienne géorgienne nouvellement formée, ces appareils ayant été laissés dans l'usine de la manufacture d'aéronefs de Tbilissi au moment de l'indépendance de la Géorgie. En 2014, la Géorgie possédait 7 Su-25KM, 3 Su-25 et 1 Su-25UB[41],[35].
- Guinée équatoriale (4)
  - Force aérienne de Guinée équatoriale — En 2005, quatre Su-25 dont 2 biplaces de combat Su-25UB ont été livrés à la Fuerza Aérea de Guinea Ecuatorial. L'état actuel de ses appareils est inconnu.
- Haut-Karabagh (2)
  - Force aérienne du Haut-Karabagh
- Irak (9)
  - Force aérienne irakienne — Au cours de la première phase de la guerre Iran-Irak, l'Irak a approché l'Union soviétique avec une demande d'achat d'une grande variété de matériel militaire. En conséquence, l'Irak est devenu le premier pays n'appartenant pas au Pacte de Varsovie à obtenir des Su-25K et Su-25UBK. On croit que l'Irak a reçu un total de 73 Su-25, dont quatre biplaces Su-25UBK. En janvier 1998, l'Armée de l'Air irakienne possédait encore 12 Su-25, et au moins trois Su-25K ont été observés lors d'une manifestation sur Bagdad en décembre 2002. Cependant, les autres Su-25 ont été éliminés immédiatement après l'invasion de l'Irak en 2003. En 2014, à la suite de l'avancée des forces de l'EIIL, l'IQAF a signé un accord avec la Russie et la Biélorussie pour l'achat de Su-25 dont les cinq premiers sont arrivés le 28 juin 2014. Sept autres, provenant de l'Iran voisin, ont été livrés le 1er juillet 2014, dont la majorité ont participé à la guerre du Golfe.
- Iran (9)
  - Forces aériennes des Gardiens de la révolution islamique — Le 21 janvier 1991, sept Su-25 irakiens ont été transférés à l'Iran afin de trouver un refuge temporaire à la suite des attaques des grands aérodromes durant l'opération Tempête du désert. Ces avions irakiens ont été interprétés par les Iraniens comme un cadeau de leur ancien adversaire, et ont été saisis par l'armée iranienne. Cependant, en raison du manque de pièces de rechange, de documentation et de formation des pilotes, ces avions n'ont jamais été utilisés par la Force aérienne de la république islamique d'Iran. Les forces aériennes des Gardiens de la révolution islamique ont ajouté au moins six nouveaux avions à leur inventaire et ont depuis, probablement, restauré les Su-25 ex-irakiens en état de vol. Le 1er juillet 2014, à la suite de l'avancée des forces de l'EIIL en Irak, l'Iran transfère 7 Su-25 à la force aérienne irakienne.

- Kazakhstan (14)

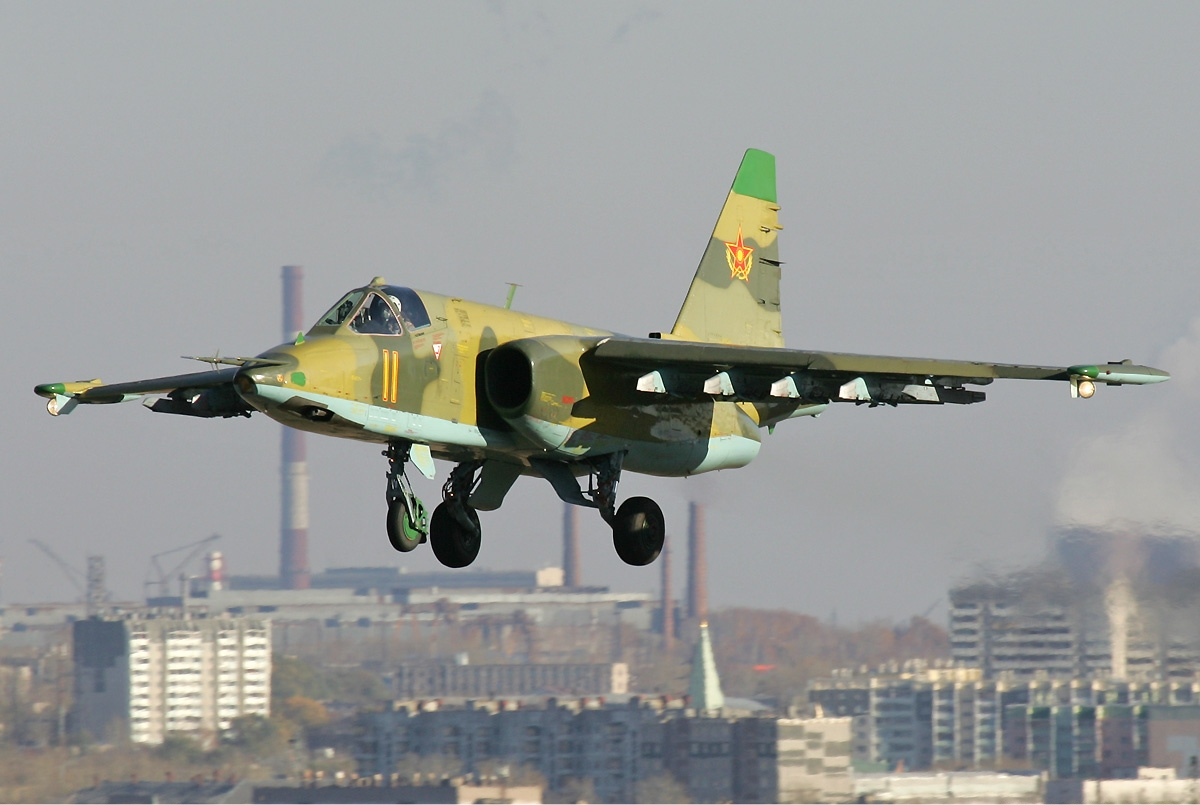
Su-25 de la force aérienne kazakh.

  - La Force de défense aérienne du Kazakhstan a reçu 12 monoplaces Su-25 et deux biplaces Su-25UB en décembre 1995 en échange des bombardiers stratégiques Tu-95MS Bear-H qui étaient restés sur le sol kazakh à la suite de l'effondrement de l'URSS. Les Su-25 kazakhs sont situés sur la base aérienne de Chimkent, dans le sud du pays.
- Mali (1)
  - Armée de l'air du Mali — Deux Su-25 livrés le 9 août 2022. Un a été perdu à l'approche de l'aéroport de Gao le 4 octobre 2022, vraisemblablement au retour d'une mission de reconnaissance[42],[43][réf. non conforme]
- Niger (2)
  - Escadrille nationale du Niger - Deux Su-25 ex-ukrainiens qui étaient initialement prévus pour le Mali, qui devait les recevoir en juillet 2012. Le Mali n'ayant pas payé, le Niger a racheté ces appareils.
- Ouzbékistan (20)
  - Force aérienne et défense aérienne ouzbèke — Jusqu'en 1990, un centre de formation de pilotes de la force aérienne soviétique, équipé d'environ 20 Su-25, Su-25UB, et de variantes Su-25BM, était situé sur la base aérienne de Chirchik, en Ouzbékistan. En 1991, un petit nombre de Su-25 ont également été situés sur la base aérienne de Djizak. Mais, après 1991, tous les Su-25 en Ouzbékistan ont été concentrés à Chirchik, exploités par le 59e Régiment d'aviation de chasseurs-bombardiers de l'armée de l'air soviétique. Après l'effondrement de l'Union soviétique, tous les Su-25 présents sur le territoire de la république indépendante d'Ouzbékistan sont devenus la propriété du nouveau gouvernement.
- Pérou (18)
  - La force aérienne du Pérou a reçu 18 Su-25 à la fin de l'année 1998, la Biélorussie les ayant rénovés avant livraison. La cargaison comprenait 10 monoplaces et 8 biplaces Su-25UB. Les avions ont été construits tout juste avant l'effondrement de l'Union soviétique et représentaient donc les versions finales du Su-25 soviétique. On croit que, entre 1998 et décembre 2005, au moins 25 avions légers transportant de la cocaïne ont été abattus par les Su-25 péruviens. En février 2013, les 18 Su-25 sont encore en service, mais seulement 4 avions restent opérationnels.

- Soudan (15)

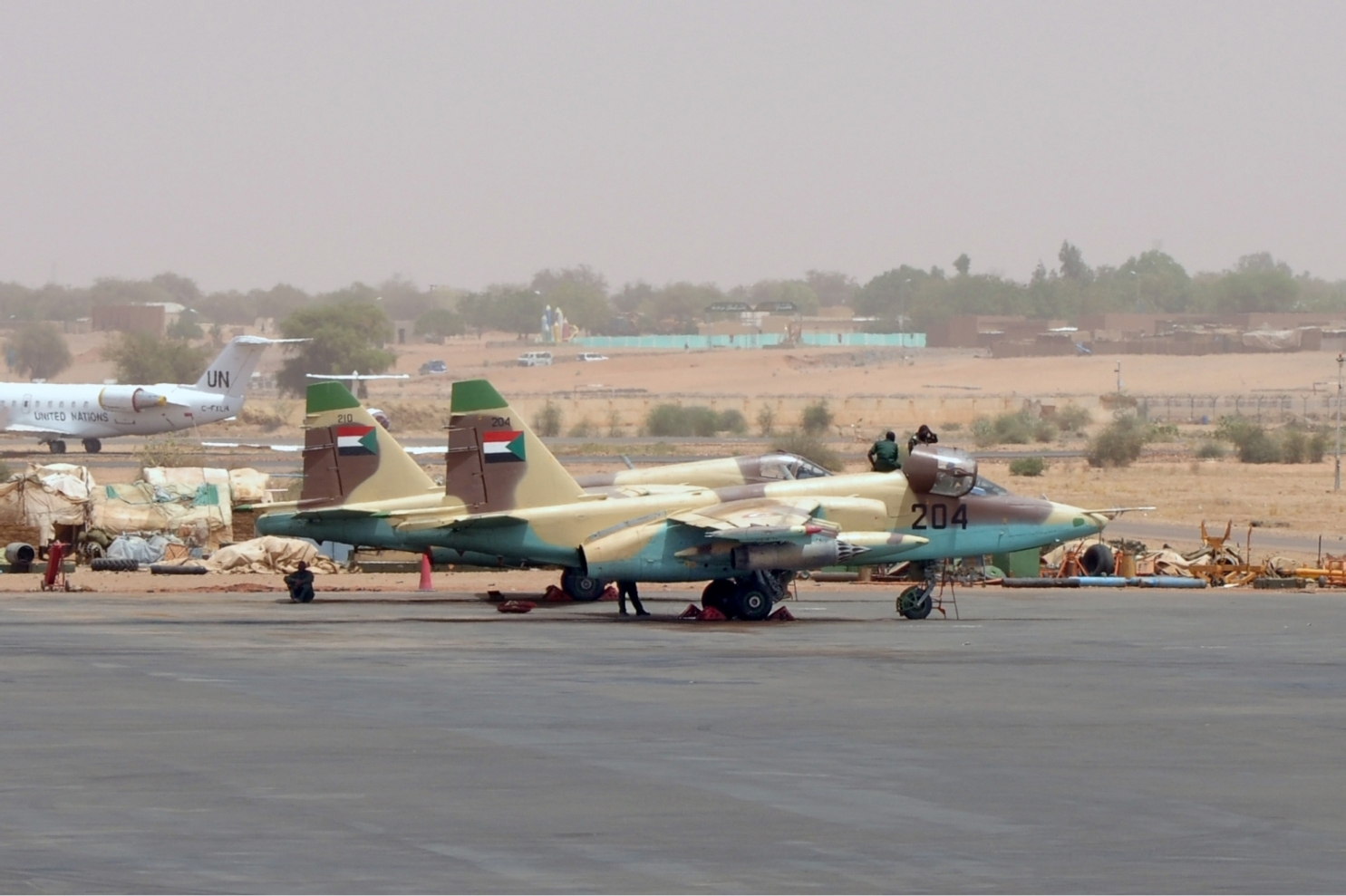
Su-25 soudanais.

  - Force aérienne soudanaise aurait reçu 12 Su-25 et 3 Su-25UB[35].
- Tchad (6)
  - La force aérienne tchadienne a acquis un total de six avions (4 Su-25 et Su-25UB 2) auprès de l'Ukraine en 2008.
- Turkménistan (20)
  - Force aérienne et défense aérienne du Turkménistan — Après la chute de l'Union soviétique, la jeune république du Turkménistan a obtenu 46 Su-25 qui avait été démontés pour le stockage au Turkménistan. Conformément à un accord entre la Géorgie et le Turkménistan, en 1999, la société de fabrication Tbilissi Aerospace a rénové 45 de ces appareils pour une utilisation par l'aviation militaire du Turkménistan en échange de la livraison de gaz naturel. Les avions rénovés ont été transférés sur la base aérienne de Ak-Tepe. En 2014, un total de 20 avions semblaient en état de vol[35].

- Ukraine (31)

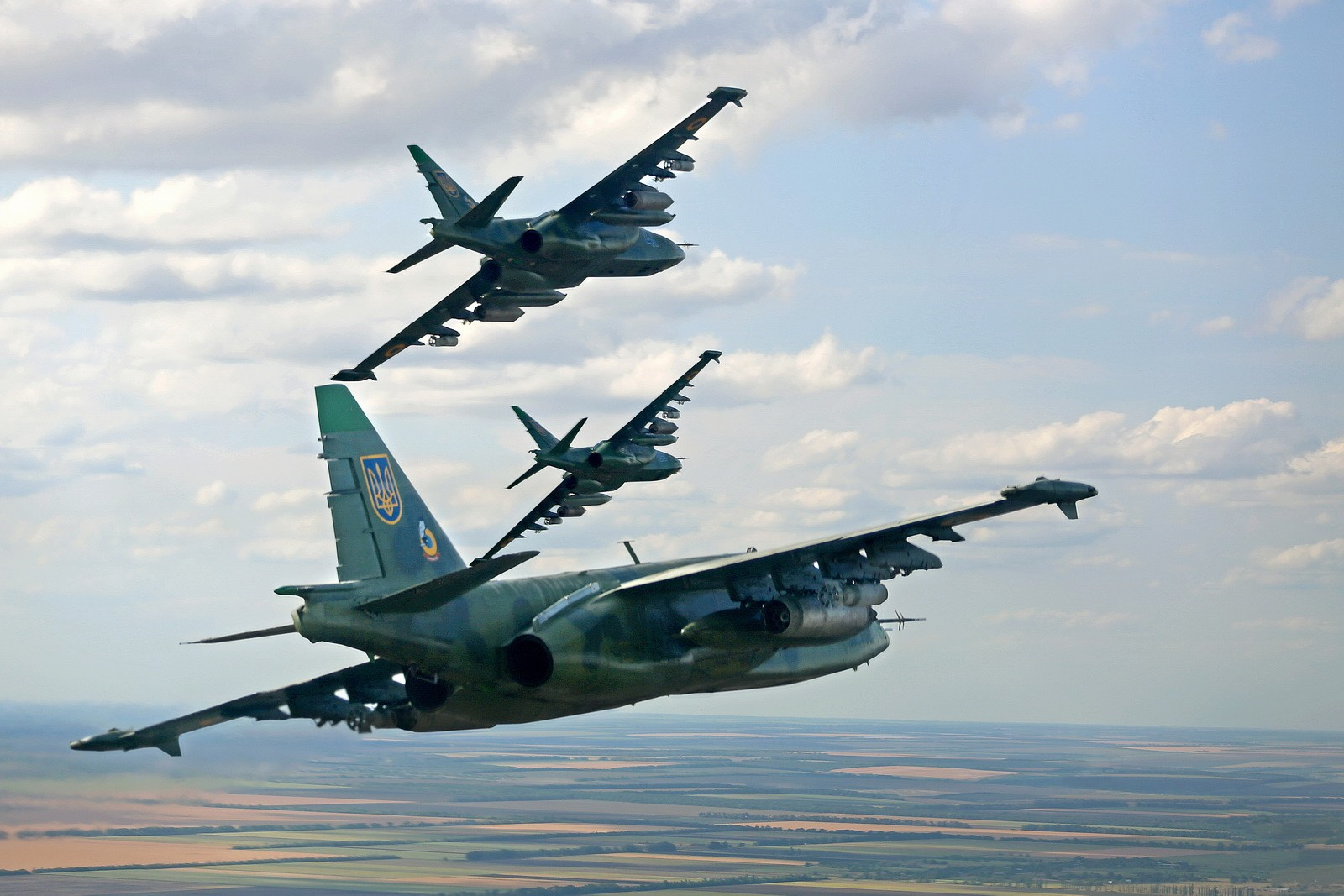
Avion d'attaque au sol Soukhoï Su-25 ukrainien.

  - Force aérienne ukrainienne — L'Ukraine a obtenu 92 Su-25 de variantes différentes à la suite de l'éclatement de l'URSS et de l'indépendance du pays. La force aérienne ukrainienne exploite 15 Su-25, dont des Su-25UB, Su-25K, Su-25UTG, Su-25M1 et Su-25UBM1[35]. Ils sont utilisés par la 299e brigade d'aviation tactique de Nikolaïev-Kubakino. De nombreux Su-25 semblent avoir été perdus en 2014 durant la guerre du Donbass. Au déclenchement de l'invasion de l'Ukraine par la Russie en 2022, on annonce 1 Su-25, 13 Su-25M1, 5 Su-25M1K, 3 Su-25UBM1 et 2 Su-25UBM1K en ligne soit 24 avions[44]. Entre 7 et 14 sont perdus en date du mois de juin 2022. À la date du 30 juin 2023, le site Oryx recense la perte de 16[33] Su-25 ainsi que la fourniture de 18[45] (14 par la Bulgarie[46] et 4 par la Macédoine sans doute pour pièces détachées).

### Anciens utilisateurs
- Union soviétique — Jusqu'à sa dissolution, l'URSS a utilisé ses Su-25 au sein de ses deux forces aériennes :
  - Force aérienne soviétique
  - Aviation navale soviétique
- Côte d'Ivoire
  - L'armée de l'air ivoirienne a reçu 2 monoplaces Su-25 et 2 biplaces Su-25UB d'entrainement. En novembre 2004, à la suite du bombardement des positions françaises de Bouaké par des Su-25 ivoiriens, et qui provoqua la mort de neuf soldats français, deux Su-25 sont détruits en représailles sur la base aérienne de Yamoussoukro. Le jour même, l'armée de l'air est démantelée par l'armée française.
- Eritrea
- Il semble que l'Érythrée ait opéré quelques Su-25 durant le conflit contre l'Éthiopie[47].
- Éthiopie
  - Force aérienne éthiopienne — Une paire de Su-25T et deux biplaces Su-25UBK ont été livrés à l'Éthiopie durant le premier trimestre de l'année 2000. Les biplaces ont été retirés du service russe et modifiés conformément à une demande spéciale par l'armée de l'air éthiopienne. Depuis l'acquisition de l'avion, les Éthiopiens les ont utilisés dans des opérations de combat contre des groupes rebelles érythréens. En 2014, il semblerait que les 10 Su-25 acquis ne soient plus en service[35].
- Macédoine
  - Armée de l'air macédonienne — La république de Macédoine a acheté trois monoplaces Su-25 et Su-25UB à la suite de l'Insurrection albanaise de 2001 en Macédoine. Les avions provenant de Biélorussie a été fourni par les autorités ukrainiennes le 20 juin 2001, après avoir été retiré du service de la force aérienne ukrainienne. Les avions ont pris leur retraite en 2004 et en juillet/août 2022, des rumeurs font état de leur livraison aux forces ukrainiennes[48].

- Tchécoslovaquie

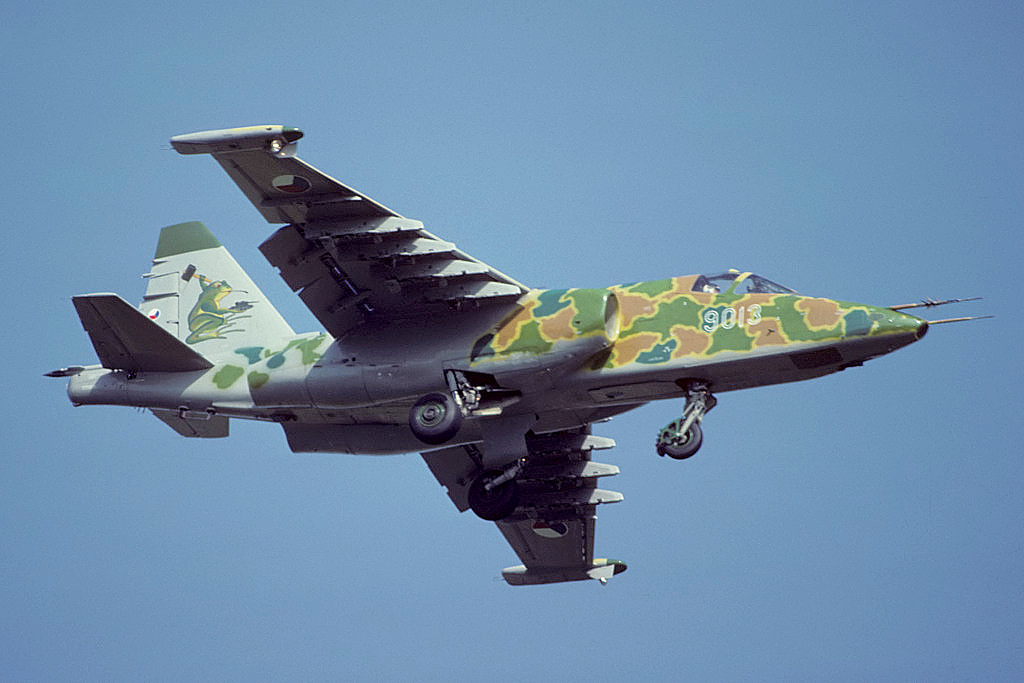
Avion d'attaque au sol Su-25K de la force aérienne tchécoslovaque en 1992.

  - Force aérienne tchécoslovaque — Les 38 aéronefs ont été transférés aux forces aériennes des États successeurs, avec un rapport de 2:1 en faveur de la République tchèque (25 pour la République tchèque et 13 pour la Slovaquie).
- République tchèque
  - Force aérienne tchèque — Après la dissolution de la Tchécoslovaquie, la République tchèque a acquis vingt-quatre Su-25K et un Su-25UBK. En décembre 2000, les Su-25 tchèques ont été retirés du service et stockés sur la base aérienne de Přerov.
- Slovaquie
  - La force aérienne slovaque a reçu 12 Su-25K et un Su-25UBK à la suite de la dissolution de la Tchécoslovaquie. Les avions étaient basés à la 33e base aérienne slovaque de Malacky-Kuchyna. Ils ont été vendus à l'Arménie.
- Ukraine
  - Aviation navale ukrainienne

## Culture populaire

### Jeux vidéos
- Il est l'appareil pilotable de Stormovik: SU-25 Soviet Attack Fighter
- Il apparaît dans Ace Combat Infinity

- Il est l'avion d'attaque au sol de la Coalition Moyen-Orientale dans l'extension Forces Blindées de Battlefield 2.

- Il apparait dans le jeu Battlefield: Bad Company 2

- Il attaque le joueur dans l'une des missions de la campagne de Battlefield 3

- Il est disponible en multijoueur dans Battlefield 4

- Il apparait dans le jeu Digital Combat Simulator
- Il est présent dans le jeu Frontlines: Fuel of War, où il est l'avion d'attaque au sol de l'Alliance de l'Étoile Rouge sous le nom de MRB-131.

- Disponible dans le jeu War Thunder en version Su-25, Su-25K (tchèque), Su-25T, Su-39, Su-25BM et Su-25SM3.

- Il apparait dans le jeu [AirForce Delta Strike

- Il apparait dans les différents jeux Lock On, Lock On: Modern Air Combat, Lock-on: Flaming Cliffs et Lock-on: Flaming Cliffs 2
- Disponible dans le jeu Digital Combat Simulator gratuitement sous la version Su-25T

- Il apparait dans le jeu Tom Clancy's H.A.W.X

- Il apparait dans le jeu Top Gun: Hard Lock

### Films
- Il apparaît dans 5 Days of War
- Il apparaît dans 9 Рота
- Il apparaît dans Август. Восьмого
- Il apparaît dans Зеркальные войны. Отражение первое (Mirror Wars: Reflection One)
- Il apparaît dans Небо (Nebo)
- Il apparaît dans Bodyguard

### Développement lié
- Soukhoi Su-28

### Aéronefs comparables
- Fairchild A-10 Thunderbolt II
- Iliouchine Il-102
- Northrop YA-9
- IAR 93/Soko J-22 Orao

### Ordre de désignation
Su-7 - Su-9/Su-11 - Su-15 - Su-17/Su-20/Su-22 - Su-24 - Su-25 - Su-27 et dérivés